# Sabato italiano
Sabato italiano es una película italiana de 1992 dirigida por Luciano Manuzzi. Protagonizada por Stefano Dionisi, Francesca Neri, Massimo Di Cataldo, Isabelle Pasco y Franco Mescolini, se centra la vida nocturna en algunas ciudades italianas, en particular en las llamadas masacres de los sábados por la noche, un tema de gran atención mediática en el momento del lanzamiento del filme.

## Sinopsis
La película se divide en tres episodios distintos, con protagonistas que a veces pasan entre un episodio y otro. En todos ellos se relata una historia relacionada con las famosas masacres de los sábados por la noche, un tema recurrente a comienzos de la década de 1990 en algunas ciudades italianas. De esta forma se presentan personajes comunes de este ambiente como prostitutas, apostadores y mafiosos.

## Reparto
Primer segmento
- Stefano Dionisi: Ricky
- Isabelle Pasco: Danielle
- Francesco Barilli: Roberto / El jefe
- Franco Mescolini: Stelvio Zanzani, un jugador

Segundo segmento
- Francesca Neri: Marina
- Mauro Lo Russo: Marzo
- Marco De Pasquale: Matteo

Tercer segmento
- Alessandro Giannini: Nicolás
- Massimo Di Cataldo: Enzo
- Bárbara Ricci: Linda
- Yvonne Sciò: Violante
- Chiara Caselli: Ángela